# Hruškov
Rybník Hruškov je soukromý rybník, sloužící převážně k sportovnímu rybolovu, nachází se na katastru obce Stříbrná Skalice, 35 km od Prahy v okrese Praha-východ, rybník má rozlohu 7 ha.[zdroj?] Nachází se zde ryby jako kapři, candáti, okouni, štiky, amuři či úhoři.[zdroj?] Dno rybníka je často písčité a bahnité s hloubkou až 5 metrů.[zdroj?]

## Doprava
U rybníka zastavuje linka PID 382 (dopravce ČSAD Polkost), na zastávce „Stříbrná Skalice, Hruškov“ (na znamení).